# Kupari
Ne doit pas être confondu avec Rasmus Kupari.

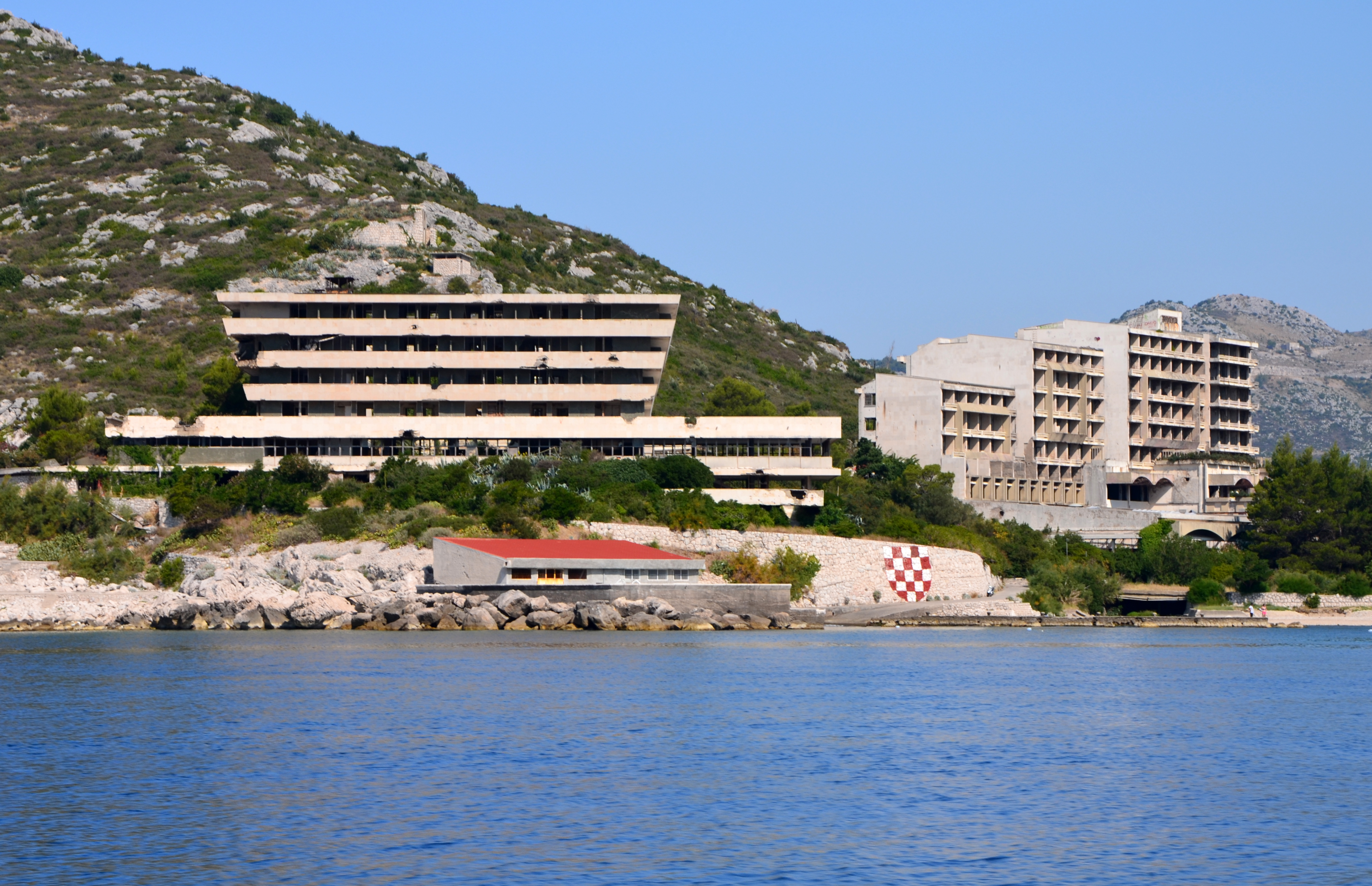
Les Hôtels Pelegrin et Kupari, tous les deux abandonnés en 1991

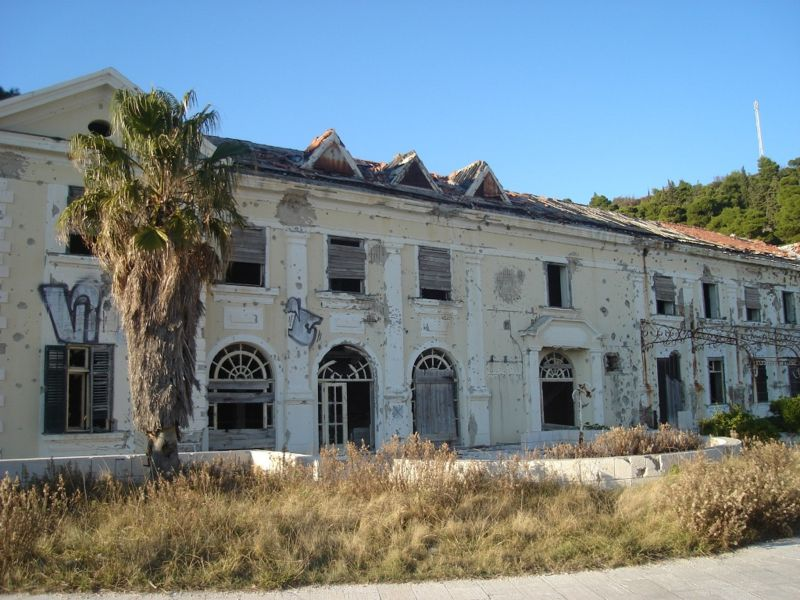
Le Grand Hôtel de Kupari

Kupari est un village de Croatie au sud-est de Dubrovnik et fait partie de la région de Župa dubrovačka. Il est relié à l' autoroute D8.
Kupari abrite le complexe touristique de Kupari, une station touristique puis militaire abandonnée . Deux hommes d'affaires tchèques ont acheté un terrain à Kupari, alors qu'il ne s'agissait encore que d'une ancienne usine de briques après la Première Guerre mondiale. En 1921, les hommes d'affaires tchécoslovaques, avec l'État, fondèrent le Grand Hôtel Kupari, qui devait être un spa marin au bord de la baie ; il fut achevé en août 1923 avec 166 chambres et 340 lits.
Le restaurant était un restaurant franco-tchèque qui se trouvait dans l'hôtel. Le restaurant pouvait servir 340 convives à la fois. À son apogée, c'était l'hôtel le plus luxueux du sud de la Dalmatie qui devait constituer la base du projet futur de « Riviera slave ». Il possédait sa propre serre avec des fleurs ornementales et des légumes cultivés pour la cuisine. Durant les années actives, l'hôtel comptait, parmi ses clients, la personne influente de la première République tchèque[Qui ?], mais aussi d'importants fonctionnaires d'autres gouvernements.
Après la Seconde Guerre mondiale, les thermes furent repris par l'armée yougoslave et transformés en centre de récupération. Ils ont ajouté d'autres bâtiments, dont une villa séparée pour Josip Broz Tito. Finalement, neuf hôtels supplémentaires ont été construits et aménagés pour les vacanciers et la capacité totale d'hébergement dans la baie s'est vue élevée à 4 500 personnes. Cependant, le site a été gravement endommagé pendant la guerre d’indépendance croate et a depuis été abandonné.
Le 2 mars 2024, le YouTuber américain MrBeast (Jimmy Donaldson) publie une vidéo sur sa chaîne intitulée "J'ai survécu à 7 jours dans une ville abandonnée", dans laquelle, avec son groupe ainsi que Mark Rober, il survit 7 jours dans le village. Durant les 7 jours, le groupe passe la plupart de leur temps à l'ancien Kupari Grand Hôtel ,.

## Données démographiques
Selon le recensement de 2021, sa population était de 950 habitants.